# George de Vries
George de Vries (Amsterdam, 1959) is een Nederlands Rugby Union-speler.
George de Vries speelde vanaf eind jaren zeventig jarenlang op het hoogste rugbyniveau in Nederland bij AAC Rugby. Tevens is hij meervoudig rugbyinternational waarvan 10 wedstrijden als aanvoerder. In 1994 ontving hij de eervolle uitnodiging om de Barbarians te vertegenwoorden tijdens haar paastour in Wales tegen Swansea en Cardiff. 
De Vries is altijd een clubman gebleven en heeft binnen AAC diverse functies bekleed waaronder voorzitter en voorzitter van de organisatie van de Amsterdam Sevens.